# Charles Yves César Cyr du Coëtlosquet

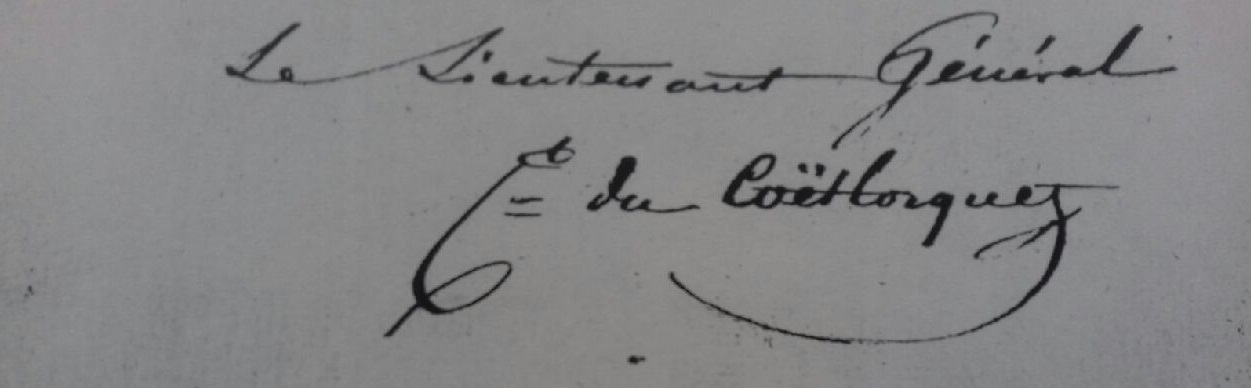
Lettre au maréchal Soult (1831).

Charles Yves César Cyr du Coëtlosquet, né le 21 juillet 1783 à Morlaix et mort le 23 janvier 1836 à Paris, est un général de division français du Premier Empire.

## Biographie
Fils d'Étienne François Denis du Coëtlosquet (1756-1814) et de Françoise Nicole Marie Dubois-Descours de la Maisonfort (1762-1827), il est par sa mère :
- neveu du général et écrivain Antoine François Philippe Dubois-Descours de la Maisonfort ;
- cousin germain du fils de ce dernier, le général Maximilien Dubois-Descours de la Maisonfort.

Il effectue toute sa carrière dans l'armée de terre.
Il entre en service le 23 octobre 1800, comme soldat au sein du 10e régiment de hussards. Il devient maréchal des logis le 21 janvier 1801. Sous-lieutenant le 28 mai 1802, il est nommé aide de camp du général Millet en août 1805, puis lieutenant aide de camp du général Lasalle le 3 janvier 1806. Il reçoit son brevet de capitaine le 5 novembre 1807, celui de chef d'escadron le 13 novembre 1808, et enfin celui de colonel au 8e régiment de hussards le 11 août 1812. Il est promu général de brigade le 15 octobre 1813. Le 3 février 1814, il prend le commandement d'une brigade de hussards lors de la bataille de Montereau.
En 1815, il commande les troupes du département de la Nièvre contre celles de Napoléon Ier lors du retour de l'île d'Elbe. Le 8 septembre 1815, il devient aide-major général de la Garde royale. Lieutenant-général commandant la 7e division militaire (région de Grenoble) le 25 avril 1821, il est nommé directeur du personnel militaire au ministère de la Guerre le 19 décembre suivant. En octobre 1823, il occupe par intérim les fonctions de ministre de la guerre. Il est admis à la retraite le 10 octobre 1831. Il est maire de Beffes de février 1833 à octobre 1835.
Il meurt à son domicile parisien sis 7 rue de Beaune, dans l'ancien 10e arrondissement, le 23 janvier 1836.
Après un service funèbre en l'église Saint-Thomas-d'Aquin, il est inhumé le 25 janvier 1836, au cimetière du Montparnasse. L'emplacement a été repris.

## Vie privée
Le général du Coëtlosquet meurt célibataire et sans enfant.
Par testament rédigé à Paris le 20 août 1830, il « lègue et donne au jeune Charles Louis Dubois né le quinze février mil huit cent vingt trois à Paris (...) en argent monnoyé et non en papier ou de toute autre manière la somme de trente mille francs, laquelle (...) sera administrée et gérée en son nom (...) jusqu'à ce (qu'il) ait atteint l'âge de vingt cinq ans révolu ». Par ailleurs, il « donne et lègue à (sa) cousine germaine Louise du Bois des Courts (sic), de la Maisonfort, femme de Mr Depron, toutes les constructions en maçonnerie, boisserie et terrassement ainsi que les décorations et embellissements faits à (son) compte à la maison d'habitation de Mottedon, située commune de Beffes, arrondissement de Sancerre, départem(en)t du Cher, (...) pour la dépense (qu'il a) causée pendant treize ans (de 1815 à 1828) ayant vécu au milieu de la famille des Lamaisonfort sans pouvoir payer pension, ne voulant pas demeurer en reste avec ces bons parents ». En outre, il donne à sa cousine précitée tous ses biens mobiliers qui se trouvent à Beffes, à l'exception des livres qui ont rapport à l'art militaire, qu'il lègue à son cousin germain Max Marquis de La Maisonfort, avec ses cartes et plans et sa calèche de voyage. Enfin, il lègue à sa « bonne Tante de la Maisonfort née de Berthun sa montre, comme un souvenir qu'elle ne devra pas quitter ». Il institue comme exécuteur testamentaire son ami le baron Michel, docteur en médecine.
Une transcription intégrale de l'acte de naissance de Charles Louis Dubois est conservée aux Archives de Paris. Elle énonce que le samedi 15 février 1823 à dix heures du matin est né au domicile de Madame Lucrèce Élisabeth Monier, maîtresse sage-femme rue d'Argenteuil no 51, sur le 2e arrondissement, Charles Louis, fils naturel de Demoiselle Louise Du Bois, rentière âgée de trente ans dont le domicile n'a pu être indiqué par la sage-femme déclarante. Les deux témoins sont un épicier et un marchand de vin voisins.
Malgré toute absence de preuve, un faisceau d'indices laisse penser que l'enfant naquit du général du Coëtlosquet et de sa cousine Louise Dubois-Descours de la Maisonfort :
- le choix des deux prénoms : fils de Charles (premier prénom du général) et de Louise ;
- celui du patronyme, qui joue opportunément sur un nom de famille des plus communs - Dubois - en n'en retenant que le premier terme. Dans ses Mémoires, Louis Dubois-Descours, marquis de la Maisonfort, père de Louise, explique sans ambages que « des noms très anciens dans la monarchie se sont maladroitement cachés fort souvent sous des noms de terres, et souvent trois, quatre noms assez obscurs appartiennent à la même famille plus anciennement connue. Qui se donne la peine d'aller déterrer sous le nom de La Maisonfort, que la mienne porte depuis deux cent vingt ans, et sous celui de Favières qu'elle a eu longtemps avant, (trouvera) que notre vrai nom est Dubois (...) »[8] ;
- la chronologie : Louis Jules Barbon Rossignol de Pron, époux de Louise Dubois-Descours de la Maisonfort, est interné pour aliénation mentale à la « maison royale de Charenton » le 13 mai 1822. Neuf mois plus tard, « Louise Du Bois » donne naissance à un enfant illégitime ;
- l'importance de la somme en cause : le général du Coëtlosquet lègue quasiment toute sa fortune à un enfant de sept ans. Quels liens suffisamment forts pouvaient l'y attacher, sinon une paternité que les convenances sociales de l'époque empêchaient de reconnaître ?

Charles Louis Du Bois mourra le 28 janvier 1842, à la veille de son dix-neuvième anniversaire, à Couilly-Pont-aux-Dames - un endroit écarté où on l'avait fait élever discrètement tout en veillant à son éducation. De ce fait, le legs qui lui était promis devint caduc. Un acte de notoriété dressé les 12 et 16 janvier 1843 chez un notaire parisien affirme que « Mr le Baron Jean Baptiste Michel de Tretaigne, inspecteur adjoint du service de santé des armées (...) et Mr Jean Antoine Audibert, propriétaire demeurant à Pont-aux-Dames commune de Couilly ( Seine & Marne) (...) n'ont jamais perdu de vue cet enfant depuis le jour de sa naissance jusqu'au jour de son décès (...) » et qu' « il est (...) de notoriété publique que la personne indiquée comme sa mère en son acte de naissance, n'a jamais été connue dud(it) mineur et de ceux qui l'entouraient, que cette personne est purement imaginaire et supposée et que les noms Louise Du Bois ont été indiqués au hasard et seulement pour taire ceux de la véritable mère ; qu'au surplus led(it) mineur n'a été reconnu par aucune personne se disant sa mère soit sous le nom de Louise Du Bois soit sous tout autre nom, et qu'il n'a pas été reconnu non plus par son père naturel ».

## Décorations, titres et honneurs

### Ordres français
- Chevalier de l'Empire le 11 juillet 1811 ;
- Commandeur de Saint-Louis le 20 août 1823 ;
- Grand officier de la Légion d'honneur en octobre 1826.

### Ordres étrangers
- Ordre de Louis de Hesse[10] (croix en décembre 1816) ;
- Grand-croix Ordre de Saint-Ferdinand d'Espagne en 1823.

## Sources
- Georges Six, Dictionnaire biographique des généraux & amiraux français de la Révolution et de l'Empire (1792-1814), Paris : Librairie G. Saffroy, 1934, 2 vol., p. 381
- Vicomte Révérend, Armorial du Premier Empire, tome 1, Honoré Champion, libraire, Paris, 1897, p. 235.